# Federico Di Pofi
Federico Di Pofi (Roma, 23 marzo 1973) è un doppiatore italiano.

## Biografia
Si è diplomato in recitazione nel 1996 presso il Centro sperimentale di cinematografia, e sempre nello stesso anno è entrato nel mondo del doppiaggio.
È conosciuto principalmente come doppiatore di Simon Helberg, nel ruolo di Howard Wolowitz, stravagante e impacciato ingegnere aerospaziale, nella sitcom televisiva di successo The Big Bang Theory, e Yugo di Wakfu, solo nella seconda stagione, in sostituzione di Eleonora Reti, doppiatrice del protagonista che la quale l'aveva doppiato solo nella prima stagione.
Dal 2023 è la voce di Porky Pig dei Looney Tunes in sostituzione di Massimiliano Alto.

## Doppiaggio

### Cinema
- Chen Bolin in Shaolin Basket, Le cronache di Huadu - La spada e la rosa
- Benedict Cumberbatch in Creation - L'evoluzione di Darwin
- Tom Hollander in Byzantium
- Anthony Mackie in Fiore del deserto
- Taran Killam in Suocero scatenato
- Reece Thompson in The Assassination - Al centro del complotto

- Francis McMahon in E morì con un felafel in mano
- James Fox in United 93
- Jon Abrahams in Matrimonio tra amici
- Danny Pino in Across the Line
- Scott Halberstadt in Smokin' Aces
- Randall Park in The Five-Year Engagement, Ant-Man and the Wasp, Doggy Style - Quei bravi randagi
- Daniel Brühl in The Bourne Ultimatum - Il ritorno dello sciacallo
- Hector Luis Bustamante in Hostage
- Antonin Maurel in Dante 01
- Julien Courbey in Sulle tracce del crimine
- Farhad Harun in The Road to Guantanamo
- Scott Teeters in Sin City
- Jake Muxworthy in Piggy Banks
- Johnny Pacar in Love Hurts
- Marcel Borràs ne Il diario di Carlotta
- Christopher Marren in Corsa contro il tempo - The Desperate Hour
- Son Kang-gook in Goksung - La presenza del diavolo
- Ryūhei Matsuda in Nightmare Detective - Il cacciatore di sogni
- Ivan Sharan in Il giuramento di Pamfir
- Yoo Teo in One on One
- Kim Eui-sung in La collina della libertà
- Nazir Zhukov in Tesnota
- Teddy Robin in Twin Dragons
- Daniel Wu in La vendetta del dragone
- Leonard Wu in Legittima offesa - While She Was Out
- Jack Chen in Naked Weapon
- Guillaume Clérice in Il primo anno
- Cillian Murphy in Free Fire
- George Maguire in Boogeyman 3
- Mikhail Evlanov in Major Grom - Il medico della peste
- Adrian Grenier in Affairs of State - Intrighi di Stato
- Brian Spangler in Memory of lies - Ricordi in Trappola
- Christopher Denham in Maggie Moore(s) - Un omicidio di troppo

### Serie televisive
- Riley Smith in 90210
- Adrian Grenier in Entourage
- Simon Helberg in The Big Bang Theory
- Vik Sahay in Chuck
- Michael Cassidy in The O.C.
- Kellan Lutz in Generation Kill
- Mark Famiglietti in Eyes
- Bill Escudier in The Comeback
- David Peterson in BeastMaster
- Jeff Roop in Vampire High
- Mike Hobel in Degrassi Junior High
- Peter Paige in Queer as Folk
- Jamie Draven in Ultimate Force
- Grégori Baquet in Alice Nevers - Professione giudice
- Nathan Carter in Radio Free Roscoe
- Randall Park in WandaVision
- Nick Gomez in She-Hulk: Attorney at Law
- Matthew David Lewis in Creature grandi e piccole - Un veterinario di provincia
- Bae Yoo-ram in Yonder
- Kelsey Flower in Black Summer
- Wilmer Valderrama in Dal tramonto all'alba - La serie
- Michael Welch in Z Nation
- Vincent Primault in Sulle tracce del crimine
- Nic Sampson in I misteri di Brokenwood
- Chris Peters in Linee bollenti

### Soap opera e telenovelas
- Piru Sáez in El refugio
- Diego Child in Flor - Speciale come te
- Diego Garcia in Rebelde Way (3º e 4º doppiaggio)
- Xabier Perurena e Roberto Saiz in Il segreto
- Tamar Novas in Cuore ribelle
- Hugo Bonemer in Malhação

### Film tv
- Adam Shulman in Hazzard - I Duke alla riscossa
- Ryan Paevey in Pagine d'amore a Natale
- Beau Mirchoff in Un amore in fondo al mare
- Haaz Sleiman in Ricochet – La maschera della vendetta
- K. C. Clyde in A Christmas Wish
- Adam Hurtig in Natale al Plaza
- Jamez Pizzinato in Una madre lo sa

### Film d'animazione
- Ashikaga Yoshimitsu in Inu-Oh
- Zipper in Car's Life 2
- James Rogers in Next Avengers - Gli eroi di domani
- Codino in Calciatori contro mutanti
- Porky Pig in Un'avventura spaziale - Un film dei Looney Tunes

### Serie animate
- Porky Pig in Bugs Bunny costruzioni e Tiny Toons Looniversity
- Papà di Dotty in Dottoressa Peluche
- Jon Arbuckle in The Garfield Show, Garfield a zampa libera
- Rutabaga Rabitowitz in BoJack Horseman
- Shū Tsukiyama in Tokyo Ghoul
- Yugo (2ª voce, DVD, Boing, e repliche di Cartoon Network) in Wakfu
- Troll in Dora l'esploratrice
- Alex in Super 4
- Kip in Parole in festa
- Artha Penn/Dragon Booster in Dragon Booster
- Vert Wheeler in Hot Wheels Acceleracers
- Taki in My Giant Friend
- Gerard in Hareport - Leprotti in pista
- Marco in Sopra i tetti di Venezia
- Mito in Princess Tutu - Magica ballerina
- Shimazu Toyohisa in Drifters
- Trek in Gormiti
- Bertie in 44 gatti
- Arthur Pendragon in The Seven Deadly Sins e

Four Knights of the Apocalypse
- Lennon in Tweeny Witches
- Hunk in Voltron: Legendary Defender
- Chrollo Lucilfer in Hunter × Hunter
- Gwizdo in Cacciatori di draghi
- Leo Kakinoki in Fantasmi a scuola
- Shin Seokjin in Solo Leveling

### Videogiochi
- Anakin Skywalker, Bala-Tik e Mitaka in LEGO Star Wars: Il risveglio della Forza[1]
- Yorinobu Arasaka in Cyberpunk 2077[2]
- Jason Todd in Gotham Knights[3]